# جولیو کاوالاری
جولیو کاوالاری (انگلیسی: Giulio Cavallari؛ زادهٔ ۲۴ ژانویهٔ ۱۹۹۲) بازیکن فوتبال اهل ایتالیا است.
از باشگاه‌هایی که در آن بازی کرده‌است می‌توان به باشگاه فوتبال روبور سیه‌نا اشاره کرد.